# Indorouchera
Indorouchera es un género monotípico de plantas con flores perteneciente a la familia Linaceae. Su única especie: Indorouchera griffithiana (Planch.) Hallier f., es originaria de Malasia. Fue descrita por Johannes Gottfried Hallier y  publicado en Beihefte zum Botanischen Centralblatt  39(2): 5 en el año 1921.

## Sinonimia
- Roucheria griffithiana Planch. basónimo[1]